# مجدي النور
مجدي النور كاتب ومخرج مسرحي وتلفزيوني وشاعر سودانى.

## ميلاده ونشاته
- ولد الفنان الشامل مجدي النور محمد النور في يناير 1967 بمدينة بحرى.
- تخرج من معهد الموسيقى والمسرح إخراج مسرحي 1994 وشارك في تأسيس جماعتي المسرح التجريبي والنفير المسرحية ويعتبر من طلائع ما يمكن أن نطلق عليه مسرح المهمشين[1]
- يقام سنويا مهرجان باسمه وهو مهرجان مجدي النور للمسرح التجريبي في السودان[2]

## مؤلفاته ودواوينه
- فاجأني النهار
- بطاقة المرسى الأخير[2]

## مسرحيات
- عجلة جادين الترزي
- الحلة القامت هسة
- ود الجردقو
- إسماعيل سيد الربابة[3]

## أفلام وتمثيليات اخرجها لتلفزيون السودان
- صهيل العقاب
- لمسة وفاء[3]

## مسرحيات الفها واخرجها
- ناس الحلة
- الحلة القامت هسع
- جراح الماضي
- إجازة سعيد
- الختيار
- لمسة وفاء
- جات تتفولح
- مفترق الطرق
- شجرة الليمون
- البحث عن عبد الجبار
- شاب يا زمن
- ناس وناس
- سلسة (بالصورة وبس)[4]
- مسرحية (ود الجردقو).[4]

## المسرحيات التي أخرجها فقط
- (الناس السعرانين) التي كتبها عبد اللطيف الرشيد.
- مسرحية (خطبة لاذعة ضد رجل جالس) من تأليف غابرييل غارثيا ماركيث.
- مسرحية (الجاروف) التي كتبها حامد جمعة.

## قالوا عنه
الناقد مجدي النور هو الوجه الذي أطل من خلف الملاءة، الوجه الأسمر والابتسامة الودود، والضحكة ذات الترحاب، في ذلك الليل الشتائي البعيد من عام 1987، في تلك الغرفة الطينية الدافئة الكائنة بأمبدة شمال، في منزل الصديق عبد الحفيظ على الله. ذلك الوجه الذي صاحبني عمرا طويلا من المودة والأخوة الصادقة من السفر والجوع والسهر، من الاختلاف والائتلاف في المعرفة والجمال، في الكتابة والحياة، يطل الآن وكأنه يودِّع من نافذة ما، تطل مشاوير الصحبة في الأزقة الملتوية المعتمة، وفي الصالات المضاءة أيضا في ليالي ونهارات القلق والبحث عن مفاتيح النصوص – بكل حمولاتها الملتبسة، وتفرغ سلة الأسئلة من علامات الاستفهام والتعجب في الطريق إلى منتهى التوحُّد بالسيرة والسريرة.
الشاعر والكاتب الصادق الرضي.

## نماذج من أعماله الشعرية
فاجانى النهار
وأنا ماشى بيناتا
أتساقط باقي حنين
لسه عيونك ياها عيونك
تكسر باب الدم السرى
وتجرى تنعس عشب القلب
وتبكى سماهو فراش
يا ناعس بين الخلوة وريحة الصندل
فلت الطين
النيل قصاها ضفيرتو
وشراها رماد
وفجا حنين
يسرى الحلم الموجوع
لابطلع وقت القياء
ولا بهجرنى جواي ضلوع
يا مولود مظلوم في رئتك
ميز ريحة المطرة أو اتخيل بيناتنا رزاز
انا حلفت بنات الشجر
الماطر ماتنزل صفقه
تعرى صفير الريح
يلقى غناهو صرصار
الليل الماكر
همست شجره لتانى شعاع رباني
شاقي الحلة
يدخل صرة شافع
ويطلع ايقاع نوبه
احنا حفايه في بلدك اتلفتت فوق كتفينا
ود العين ندى وطار
عصفور نبت فينى الريش
صفقت جريت فرحان
ما تغطيني إنا عرقان من وهجي الفينى

## وفاته
توفي أثر حادث حركة يوم 13 ديسمبر 2006 بالخرطوم.

## وصلات خارجية
- مجدى النور
- الشاعر والدرامي مجدي النور - ملح الأرض - قناة النيل الازرق
- الشاعر / مجدي النور - يا صابر
- الشاعر / مجدي النور - العاشق
- فيلم قصير تم اعداده بمناسبة الذكرى الأربعينية لرحيل الفنان المخرج والشاعر السوداني مجدي النور يحتوي الفيلم على كلمة للأستاذ الشاعر محجوب شريف